# الرابطة الأوروبية للصناعات الحيوية
الرابطة الأوروبية للصناعات الحيوية
الرابطة الأوروبية للصناعات الحيوية (بالإنجليزية: EuropaBio (The European Association for Bioindustries))‏أنشئت في عام 1996 لكي تمثل مصالح الدول الصناعية في مجال التقنية الحيوية على الصعيد الأوروبي بحيث تسن تشريعات وتمكن شركات التقنية الحيوية في أوروبا على الابتكار وتوفير الاحتياجات غير الملباة في المجتمع.
الرابطة تنشر بانتظام تقارير عن الصناعة في المجال المذكور وورقات القضايا والنشرات الصحفية، والأنباء الأوروبية على تطورات التقنية الحيوية والسياسية التي تؤثر على التقنية الأخبار على موقعها على الإنترنت.

## وصلات خارجية
- الموقع الرسمي للرابطة الأوروبية للصناعات الحيوية